# مارتن والش (مونتير)
مارتن والش (بالإنجليزية: Martin Walsh)‏ هو مونتير بريطاني، ولد في 8 نوفمبر 1955 في مانشستر في المملكة المتحدة.

## وصلات خارجية
- مارتن والش على موقع IMDb (الإنجليزية)
- مارتن والش على موقع ألو سيني (الفرنسية)
- مارتن والش على موقع أول موفي (الإنجليزية)
- مارتن والش على موقع قاعدة بيانات الأفلام السويدية (السويدية)
- مارتن والش على موقع قاعدة بيانات الفيلم (الإنجليزية)
- مارتن والش على موقع كينوبويسك (الروسية)